# Наркао
Нарка̀о (на италиански: Narcao; на сардински: Narcau, Наркау) е малко градче и община в Южна Италия, провинция Южна Сардиния, автономен регион и остров Сардиния. Разположено е на 125 m надморска височина. Населението на общината е 3390 души (към 2010 г.).